# Morokia
Morokia is een geslacht van kevers uit de familie bladsprietkevers (Scarabaeidae). Het geslacht werd voor het eerst wetenschappelijk beschreven in 1905 door Janson.

## Soorten
- Morokia antoinei Allard, 1995
- Morokia bennigseni Heller, 1911
- Morokia meeki Janson, 1905
- Morokia moluccana Jákl, 2014
- Morokia viridiaenea Moser, 1907